# NTLM
NTLM (NT Lan Manager) is een set van beveiligingsprotocollen voor authenticatie, integriteit en vertrouwelijkheid. Het wordt gebruikt in een Windows-netwerk. NT verwijst naar Windows NT.
NTLM-wachtwoorden worden als zwak beschouwd omdat ze met moderne hardware vrij gemakkelijk via brute-force achterhaald kunnen worden.